# Tornavís
El tornavís (pres del francès tournevis), descargolador o desengramponador és una eina que permet caragolar i descaragolar cargols. Consta de tres parts: mànec, tija i boca. El mànec serveix per a subjectar l'eina, la tija és una peça cilíndrica que uneix el mànec i la boca, la qual pot tenir diverses formes (les més comunes són la boca plana i la de creu o d'estel).
La seva utilitat és tal que l'arquitecte i autor Witold Rybczynski l'ha arribat a anomenar l′eina del mil·lenni.
La seva boca té la forma més adient per a fer la força necessària. Moltes vegades el tornavís està imantat, per a evitar que caigui el caragol.
El mànec permet d'agafar-lo amb força sense que faci mal a la mà. Normalment està fet amb material isolant, per a evitar descàrregues. Els tornavisos d'electricista porten la tija protegida amb un cilindre de plàstic per a extremar les precaucions.
Normalment els tornavisos es fan d'acer amb aliatges de vanadi o de tungstè, per tal d'augmentar la duresa del material de l'eina.
Es pot classificar segons la seva boca: plans, d'estel... o bé segons la seva utilitat: d'ajust, cercapols, d'electricista, de rellotger ...

## Història
Els tornavisos documentats més antics van ser utilitzats a Europa, a l'edat mitjana tardana. Probablement van ser inventats al segle xv, a Alemanya o França. Els noms originals de l'eina en alemany i francès van ser schraubendreher i tournevis, respectivament. La primera documentació coneguda de l'eina es troba en un manuscrit medieval alemany escrit entre 1475 i 1490 (Hausbuch (Schloss Wolfegg)).
Tornavís d'estrella
El 1933, J.P. Thompson va inventar un "cargol encastat cruciforme", però no va trobar promotors de la seva proposta. La seva invenció va arribar a través de l'enginyer Henry Phillips, a qui li va agradar la idea, va comprar els drets de patent per al disseny de Thompson. Phillips va reconèixer els avantatges de la forma de creu o estrella encastada del cap del cargol: el tornavís encaixava al cap d'aquests cargols millor que amb un tornavís de cap pla i un cargol ranurat; també permetia més força de torsió amb menys esforç.
Tornavís elèctric

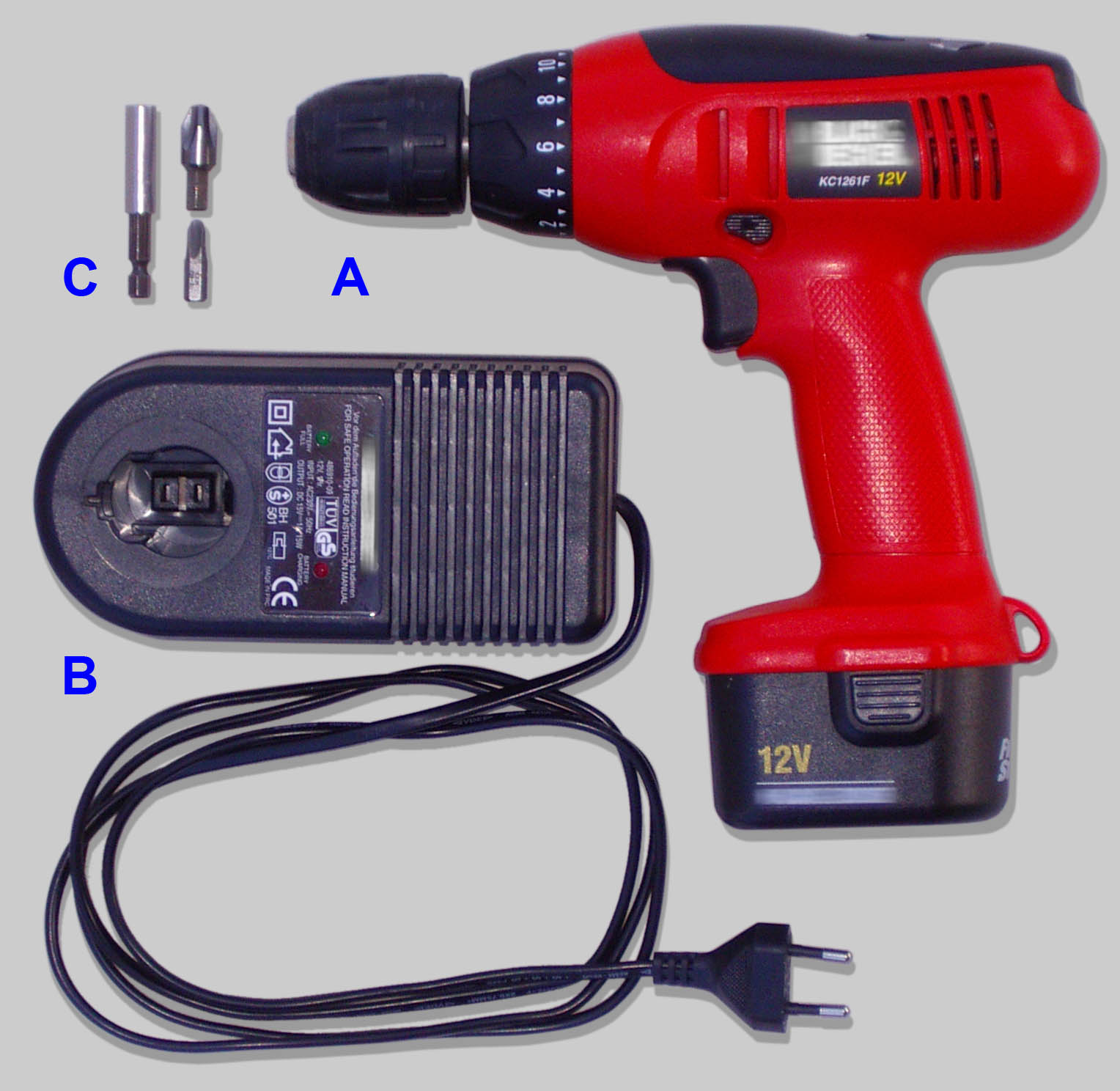
Tornavís elèctric amb bateria.

El tornavís elèctric està proveït d'un motor, que pot estar a l'interior del mànec. La punta del tornavís sol ser intercanviable i portar accessoris per emprar-lo amb femelles. Aquests tornavisos disminueixen el temps de treball i poden prevenir lesions al canell.

## Components

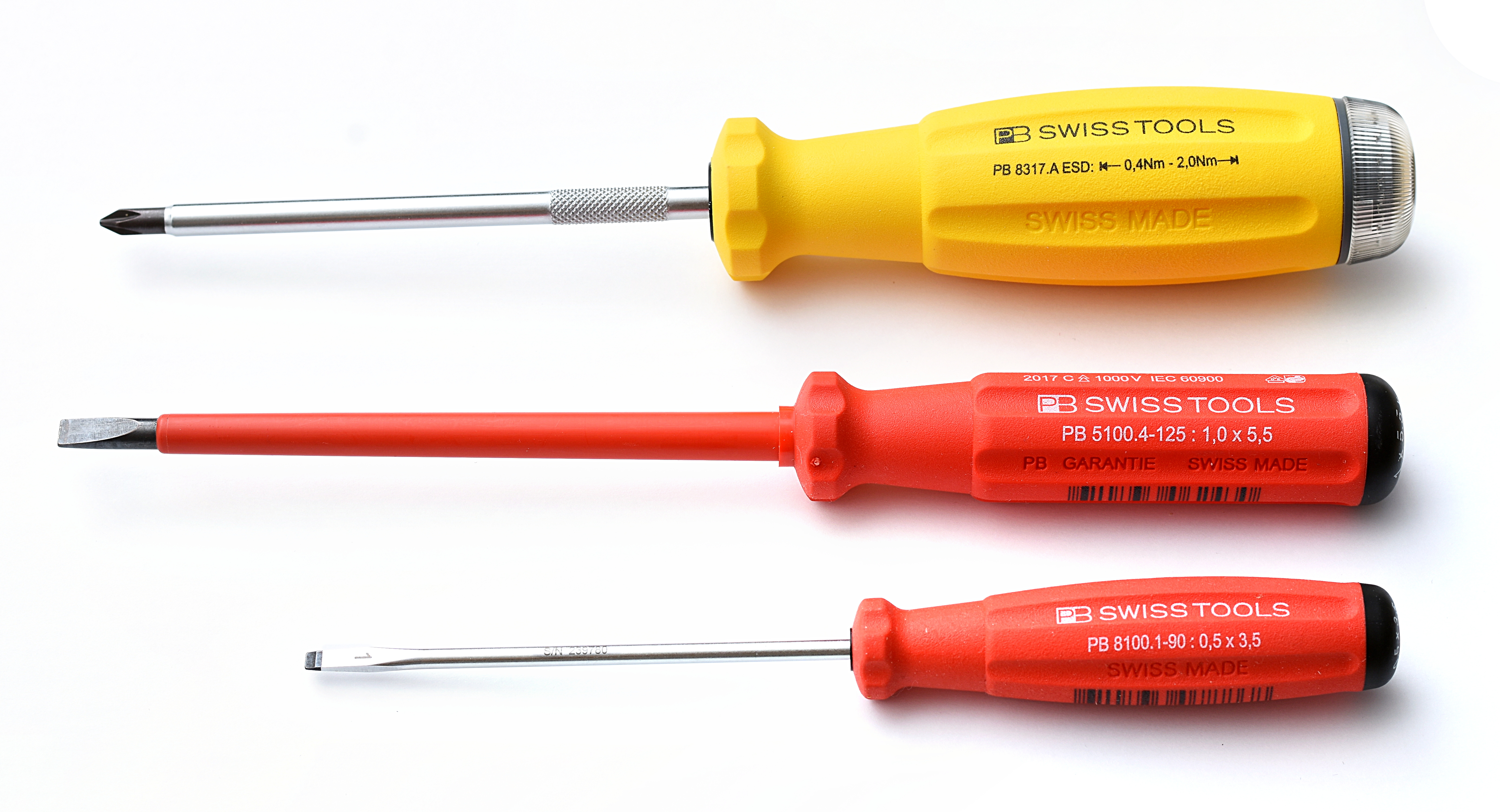

Un tornavís consta normalment de tres parts ben diferenciades:
- Mànec: Element per on se subjecta, és d'un material aïllant i de forma adequada per transmetre força de torsió, a més d'ergonòmica per facilitar-ne l'ús i augmentar la comoditat.
- Tija o canya: Barra de metall que uneix la punta al mànec. Pot disposar d'un allotjament on es col·loquen puntes intercanviables o tenir la punta forjada i endurida a la mateixa peça. Freqüentment, són d'acer per a eines, amb crom, vanadi i de vegades també molibdè. El seu diàmetre i longitud varia en funció del tipus de tornavís.
- Punta: és la part que s'introdueix al cargol. Depenent del tipus de cargol s'usarà un tipus diferent de cap, cosa que varia d'acord amb la necessitat.

## Mànec

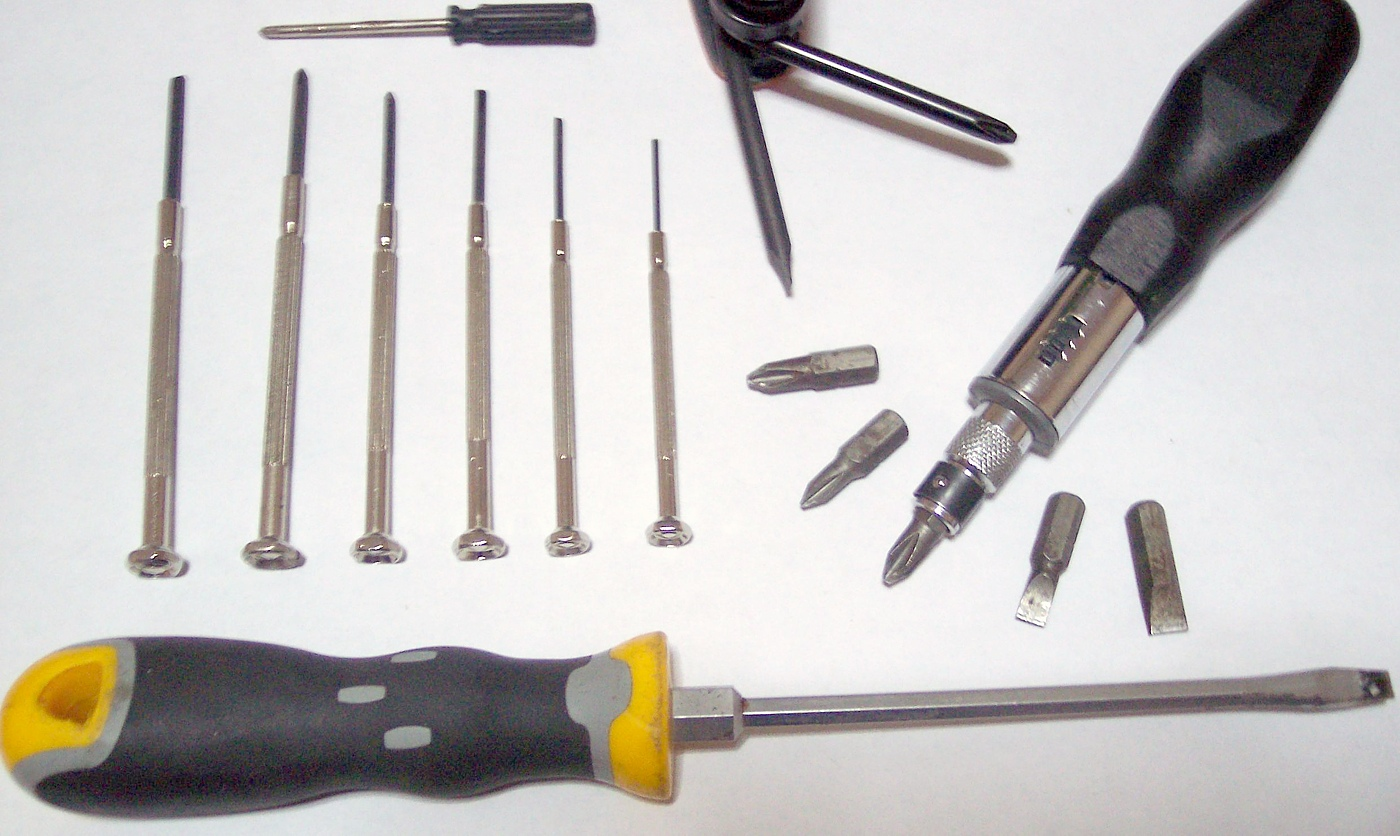
Diversos tipus de tornavisos.

El mànec i l'eix dels tornavisos han canviat considerablement al llarg del temps. En el disseny hi influeixen tant la finalitat com els requisits de fabricació. El tornavís "Mànec perfecte" va ser fabricat per primera vegada per HD Smith & Company, que va operar des de 1850 fins a 1900. Molts fabricants van adoptar aquest disseny de mànec. En aquella època, predominava el tipus de cargol de "fulla plana", que era l'element de fixació amb què estaven dissenyats per al seu ús. Un altre disseny popular estava compost d'acer forjat en gota amb mànecs de fusta reblats. La forma i el material de molts mànecs de tornavisos moderns estan dissenyats tenint en compte factors ergonòmics de manera d'encaixar còmodament a la mà de l'usuari per facilitar el màxim control i parell de collament. Els dissenys inclouen esquerdes per als dits de l'usuari i superfícies d'un material tou com l'elastòmer termoplàstic per augmentar la comoditat i l'adherència. També són comuns els mànecs compostos de plàstic rígid i cautxú. Molts mànecs de tornavisos no són llisos i sovint no són rodons, sinó que tenen plans o altres irregularitats per millorar l'adherència i evitar que l'eina rodi quan està sobre una superfície plana.Alguns tornavisos tenen una secció hexagonal curta a la part superior de la fulla, adjacent al mànec, de manera que es pot utilitzar una clau d'estrella o una clau oberta per augmentar el parell d'estrenyiment aplicat. Una altra opció són els tornavisos "de gabinet", que estan fets de barra plana i, encara que l'eix pot ser arrodonit, tenen una gran secció plana adjacent al mànec on es pot utilitzar una clau (sovint ajustable) per fer palanca addicional . El tornavís desplaçat té un mànec col·locat en angle recte pel que fa al full petit, cosa que permet accedir a espais estrets i proporciona un parell de collament addicional.

## Tipus de puntes tornavisos
Hi ha molts tipus de tornavisos segons el tipus de punta, o el que és el mateix, segons el cargol amb què s'adapten perfectament per treballar.
Les puntes de tornavisos més habituals són:
- Parker, plana o de pala.
- Phillips, estrella o creu (Ph).
- Pozidriv (Pz).
- Hexagonals o allen.
- Robertson.
- Torx.
- De got o de copa.
- De got o dau: la punta d'aquest tornavís és com l'hexagonal però invertit, el cargol no compta amb un orifici al seu interior però pel seu exterior té 6 punts de contacte.
- Tri-Wing: aquest és com un triangle però fet amb rectes, té 3 punts de contacte, i és comú trobar-lo en electrònica.
- Pentalobe: el seu nom prové de la fusió de pentàgon i pètal, té 5 punts de contacte arrodonits. És exclusivament de la marca Apple és a dir que només es troba als seus productes.

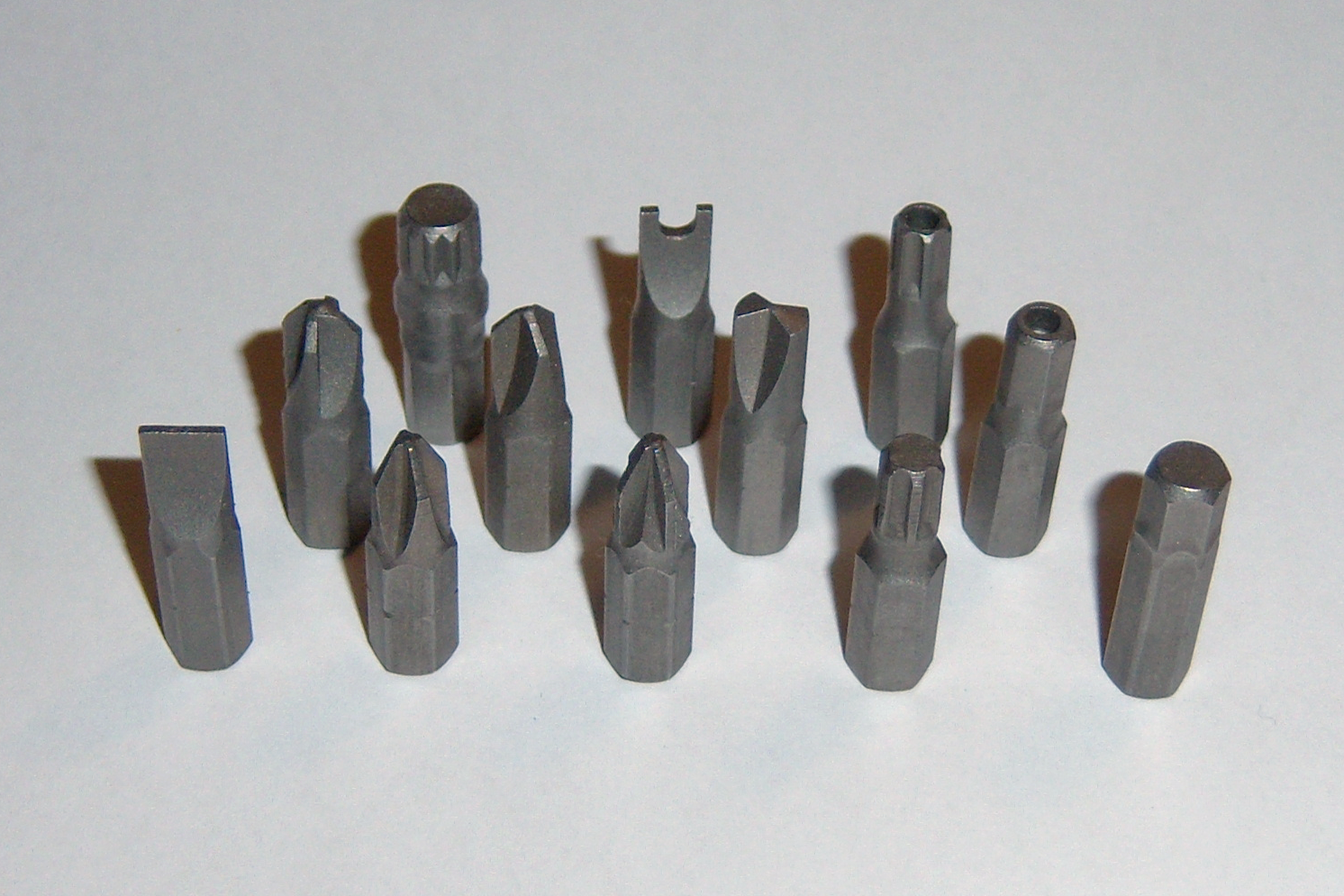
Diferents tipus de punta de tornavisos

### Ranurat
L'eina utilitzada per introduir un cargol de cap ranurada s'anomena estàndard, full comú, fulla plana, cap de ranura, fulla recta , plànol, punta plana, o "de cap pla". Aquest últim ús pot resultar confús, perquè el terme cap pla també descriu un cargol amb la part superior plana, dissenyat per instal·lar-se en un orifici avellanat. A més, el terme implica que un tornavís té un "cap"; no és així. Un cargol de cap pla d'aquest tipus pot tenir un cap ranurat, en creu, quadrat o combinat. Abans del desenvolupament dels tipus de bits més nous, el full pla es deia "full comú", perquè era el més comú. Depenent de l'aplicació, el nom d'aquest tornavís pot diferir. Dins de les indústries automotriu/elèctrica pesada, es coneix com a tornavís de cap pla; dins de les indústries d'aviónica i mineria, es coneix com a "tornavís estàndard". Tot i que hi ha molts noms; el dispositiu original de 1908 es coneixia com a "cargol de cap pla".
Entre els tornavisos ranurats, les variacions al full o a l'extrem de la punta involucren el perfil del full vist de front (des del costat de l'eina). El tipus més comú de vegades s'anomena keystone, on el perfil del full està lleugerament eixamplat abans de disminuir al final, cosa que proporciona rigidesa addicional a la superfície de treball i la fa capaç de suportar més torsió. Per maximitzar l'accés en aplicacions amb espai restringit, els costats del full del tornavís de la variant de "gabinet" són rectes i paral·lels, aconseguint l'extrem del full en angle recte. Aquest disseny també s'usa sovint en tornavisos de joier.
Molts llibres de text i escoles vocacionals instrueixen els mecànics a rectificar la punta del full, cosa que, a causa de la forma cònica, n'augmenta el gruix i, en conseqüència, permet un enganxament més precís amb la ranura del cargol. Aquest enfocament crea un conjunt de tornavisos ranurats graduats que s'ajusten a un cargol en particular per aconseguir un ajustament més ferm i reduir la deformació del cap del cargol. No obstant això, moltes fulles de tornavisos de millor qualitat ja tenen enduriment per temperat per inducció (superfície tractada tèrmicament), i el polit de les puntes després de la fabricació compromet la seva durabilitat. Per tant, és millor seleccionar una punta feta per ajustar-se amb precisió per començar i evitar debilitar el tractament tèrmic de fàbrica.

### Phillips

Comparació de caps de cargol Phillips i Frearson

Els tornavisos Phillips vénen en diverses mides estàndard, que van des dels diminuts "de joier" fins als que s'usen per acoblar el marc d'un automòbil, o del núm. 000 al núm. 4, respectivament. Aquest nombre de mida generalment s'estampa a la tija (eix) o al mànec per a la seva identificació. Cada mida de broca s'adapta a una varietat de mides de cargols, més o menys bé. Cada mida de tornavís Phillips també té un diàmetre de plançó relacionat. El controlador té una punta de 57° i flautes còniques i sense tall (arrodonides). Les broques núm. 1 i més petites arriben a una punta roma, però les núm. 2 i superiors no tenen punta, sinó una punta gairebé quadrada, el que fa que cada mida sigui incompatible amb l'altre.
El disseny sovint és criticat per la seva tendència a sortir a nivells de torsió més baixos que altres dissenys de "cap creuat", un efecte causat pel perfil cònic de les flautes que les fa més fàcils d'inserir al cargol que altres estils similars. Durant molt de temps ha existit la creença popular que això va ser en realitat una característica “deliberada” del disseny. Manquen proves per a aquesta narrativa específica i la característica no s'esmenta a les patents originals. No obstant això, un refinament posterior del disseny original descrit a la patent dels EUA núm. 2.474.994 descriu aquesta funció.

### Robertson

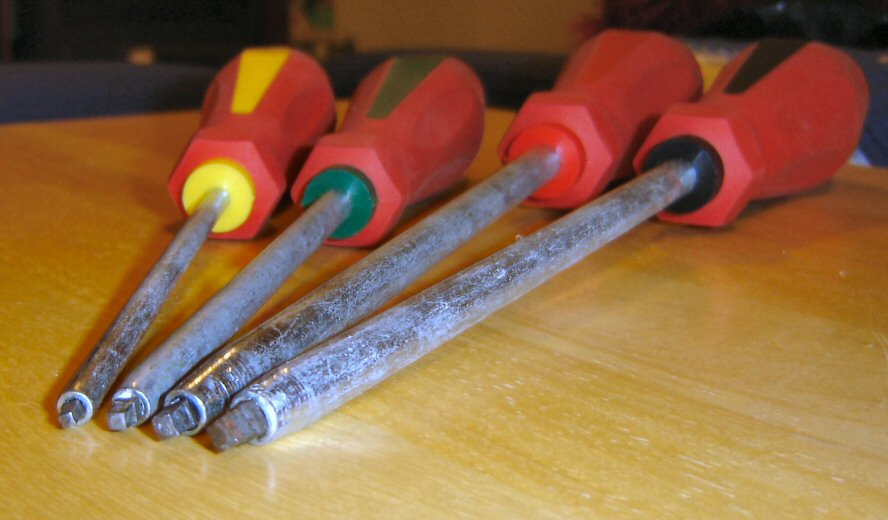
Una varietat de mides de Robertson

El tornavís Robertson, també conegut com quadrat, o Scrulox té un casquet en forma de quadrat al cap del cargol i una protuberància quadrada a l'eina. Tant l'eina com el casquet tenen una forma cònica, cosa que facilita la inserció de l'eina i també tendeix a ajudar a mantenir el cargol a la punta de l'eina sense que l'usuari necessiti subjectar-lo. (La primera raó de ser del con va ser fer que la fabricació dels cargols fos pràctica utilitzant format en fred dels caps, però els seus altres avantatges van ajudar a popularitzar la unitat). Els cargols Robertson són comuns al Canadà, encara que s'han utilitzat en altres llocs, i s'han tornat molt més comuns a altres països en les darreres dècades. Els tornavisos Robertson són fàcils d'usar amb una sola mà, perquè el casquet cònic tendeix a retenir el cargol, fins i tot si se sacseja. També permeten l'ús de tornavisos en angle i cargols de cap retallat. Els cargols Robertson de cap buit són autocentrants, redueixen la lleva, detenen una eina elèctrica quan s'ajusten i es poden treure si estan pintats o vells i rovellats. A la indústria, acceleren la producció i redueixen el dany del producte.

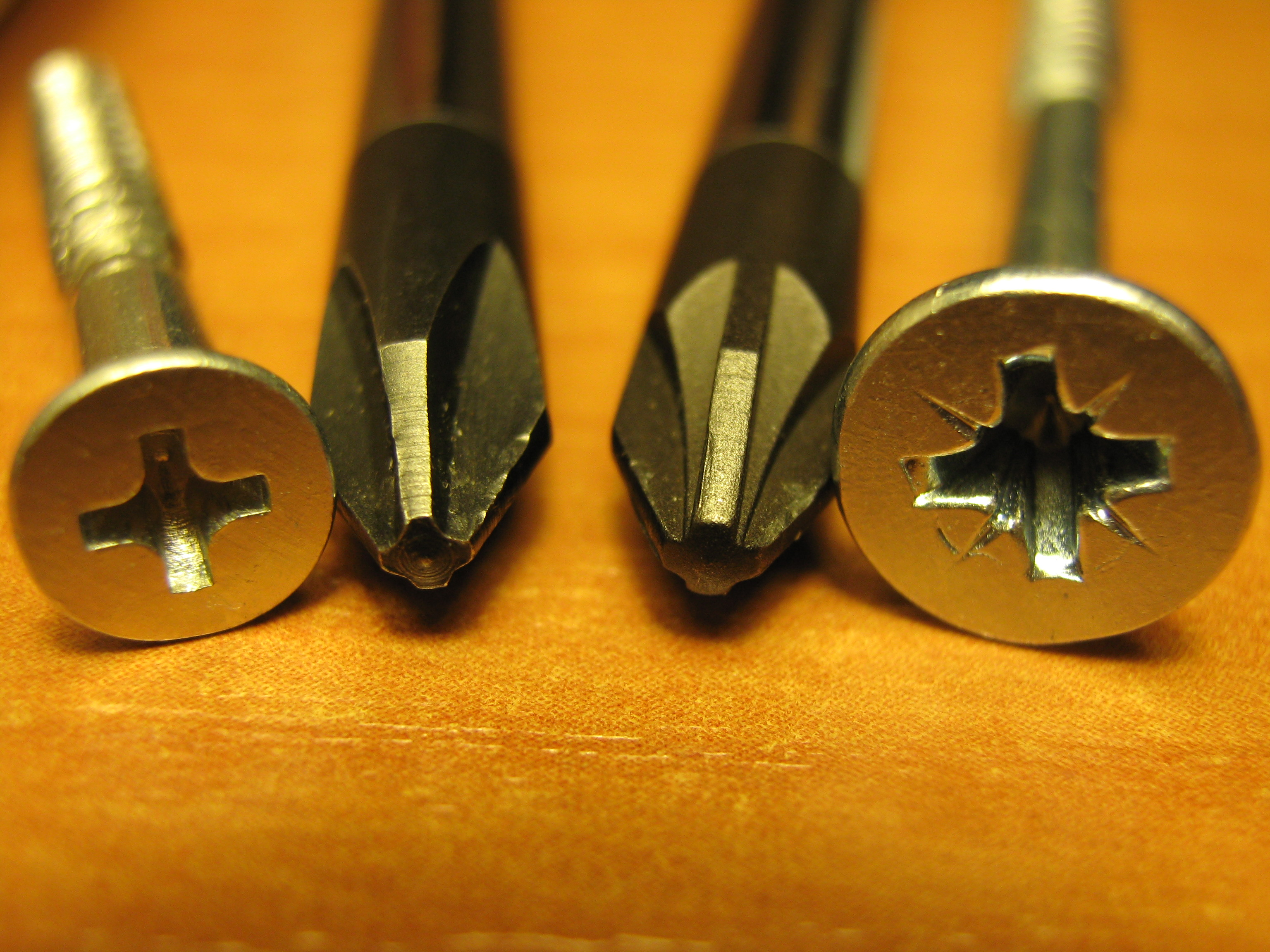
Phillips i Pozidriv comparats

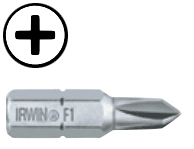
Reed i Prince, també anomenat Frearson

Un dels seus primers usos industrials importants va ser la producció del Model A i el Model T de Ford Motor Company. Henry Ford els va trobar altament fiables i va estalviar un temps de producció considerable, però no va poder obtenir una llicència per a ells als Estats Units, per la qual cosa va limitar el seu ús únicament a la seva divisió canadenca. Els tornavisos de cap Robertson estan disponibles en una gamma estàndard de mides de punta, des d'1,77 mm fins a 4,85 mm.

### Pozidriv
Pozidriv i el Supadriv relacionats s'utilitzen àmpliament a Europa i la major part de l'Extrem Orient. Si bé els cargols Pozidriv tenen caps creuats com Phillips i, de vegades, es pensa que són iguals, el disseny Pozidriv permet una aplicació de torsió més alta que Phillips. Sovint s'afirma que poden aplicar més torsió que qualsevol dels altres sistemes de tornavisos d'estrella d'ús comú, a causa d'una configuració complexa d'acanalat (acoblament).

### Reed i Prince
Reed i Prince, també anomenat Frearson, és una altra configuració històrica de cargols de cap creuat. La creu al cap del cargol és més esmolada i menys arrodonida que una Phillips, i la broca té aletes de 45° i un extrem més esmolat i punxegut. A més, la ranura del cargol Phillips no és tan profunda com la ranura Reed i Prince. En teoria, els cargols R&P de diferents mides s'ajusten a qualsevol mida de broca R&P.

### Japanese Industrial Standard (JIS)
Els tornavisos d'estrella de la norma industrial japonesa (Japanese Industrial Standard o JIS, per les sigles en anglès) segueixen sent un altre estàndard, sovint anomenat incorrectament "Phillips japonès". Els caps de cargols compatibles generalment s'identifiquen per un sol punt enfonsat o una "X" a un costat de la ranura transversal. Aquest és un estàndard de cargol a tot el mercat d'Àsia i les importacions japoneses. El conductor té una punta de 57° amb una punta plana.

### Altres tipus

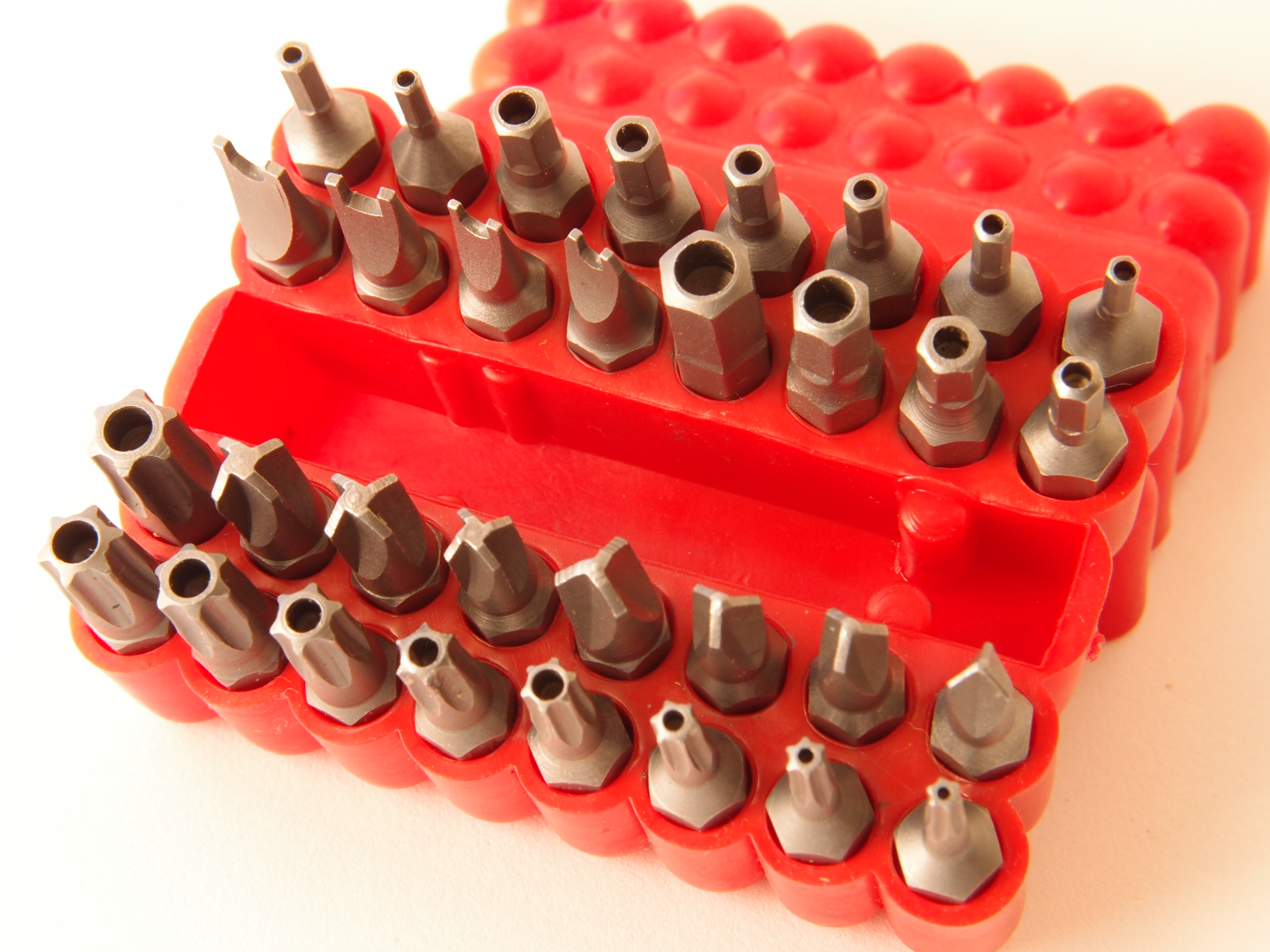
Un conjunt de puntes de tornavís "segures" o menys comunes, incloses les variants Torx segures i hexagonals segures o "Allen"

Molts aparells elèctrics moderns, si contenen cargols, usen cargols amb caps que no són els típics estils ranurats o Phillips. Torx és un d'aquests patrons generalitzats. És una punta estriada amb un rebaix corresponent al cap del cargol. La causa principal d'aquesta tendència és l'eficiència de fabricació: les puntes dels tornavisos Torx no llisquen fora del sostenidor tan fàcilment com ho faria un tornavís Phillips o ranurat. (Els cargols ranurats poques vegades s'usen en dispositius fabricats en massa, ja que el tornavís no està centrat inherentment en el sostenidor).
Els sostenidors atípics són comuns en els dispositius de consum per la seva capacitat per dificultar el desmuntatge, cosa que es considera un benefici per als fabricants, però els usuaris ho consideren un desavantatge que si s'usessin tipus de capçals més comuns. Als forns de microones, aquests cargols impedeixen l'accés casual als components elèctrics de quilovolts d'alta potència, que són molt perillosos.
No obstant això, Torx i altres controladors estan àmpliament disponibles per al consumidor a causa del seu creixent ús a la indústria. Alguns altres estils s'ajusten a un buit d'estrella de tres puntes i una ranura de cinc lòbuls amb vores arrodonides en lloc de les vores quadrades del Torx. Això es diu Pentalobe.
També s'utilitzen patrons especialitzats de cargols de seguretat, com l'estil Line Head (LH) d'OSG System Products, Japó, com s'usa en moltes consoles Nintendo, encara que els controladors per als capçals de seguretat més comuns són, de nou, fàcilment disponibles. Un altre tipus de cap de seguretat té superfícies corbes suaus en lloc de les vores de les ranures que permetrien afluixar el cargol; es troba a les mampares de privadesa dels banys públics i no es pot treure amb tornavisos convencionals.

## Tornavisos especials

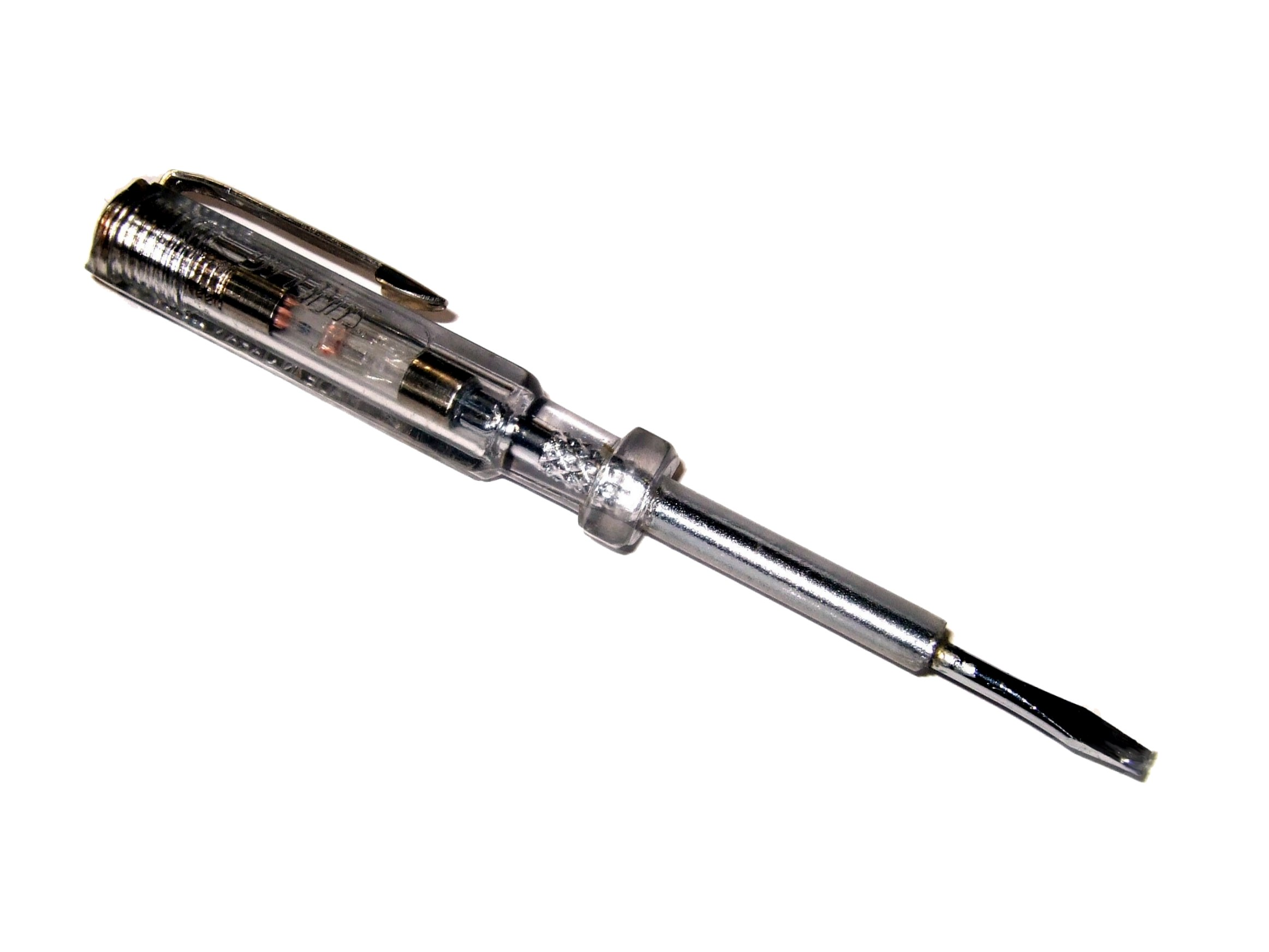
Tornavís buscapols.

Els tornavisos de precisió són de mida reduïda i tenen a l'extrem del mànec un pla giratori per facilitar-ne el maneig amb una sola mà. Són emprats en activitats tals com la rellotgeria o altres que requereixen treballar amb cargols petits tals com ulleres o telèfons mòbils.
Un buscapols és un tornavís amb un llum d'alta reactància integrada en el seu mànec per comprovar que un conductor està connectat a una fase de la xarxa de corrent alterna.

## Variacions

### Tornavís dinamomètrics
Els tornavisos estan disponibles (manuals, elèctrics i pneumàtics) amb un embragatge que llisca a un parell preestablert. Això ajuda a l'usuari a prémer els cargols a un parell especificat sense fer-los malbé ni prémer-los massa. Els forats sense fil dissenyats per utilitzar-se com a tornavisos sovint tenen un embragatge d'aquest tipus.

### Tornavís motoritzats
Les broques intercanviables permeten l'ús de tornavisos motoritzats, comunament usant un motor elèctric o pneumàtic per girar la broca. Els trepants sense fil amb control de velocitat i torsió s'usen comunament com tornavisos elèctrics.

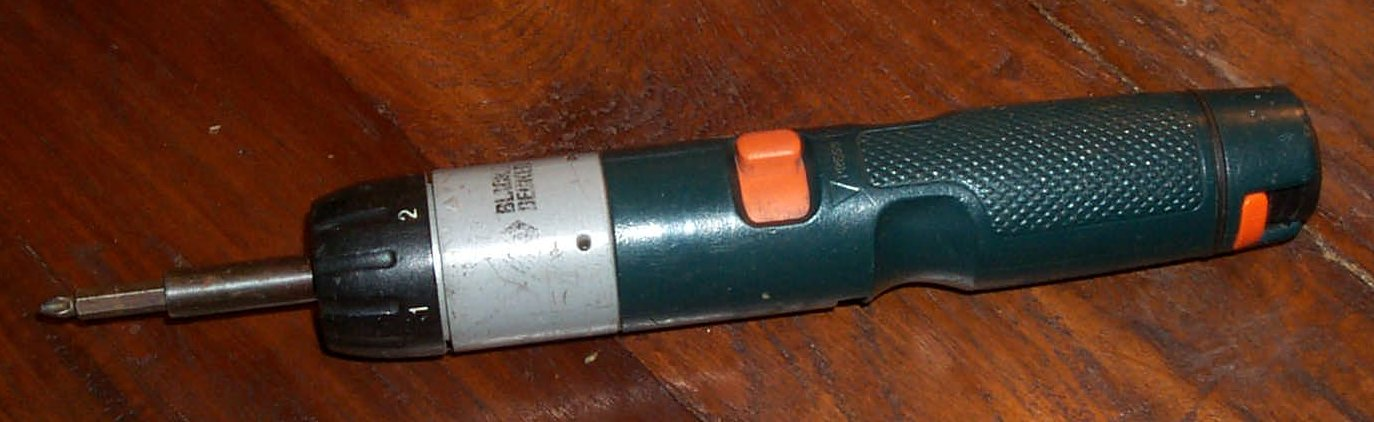
Un tornavís elèctric alimentat per bateria recarregable
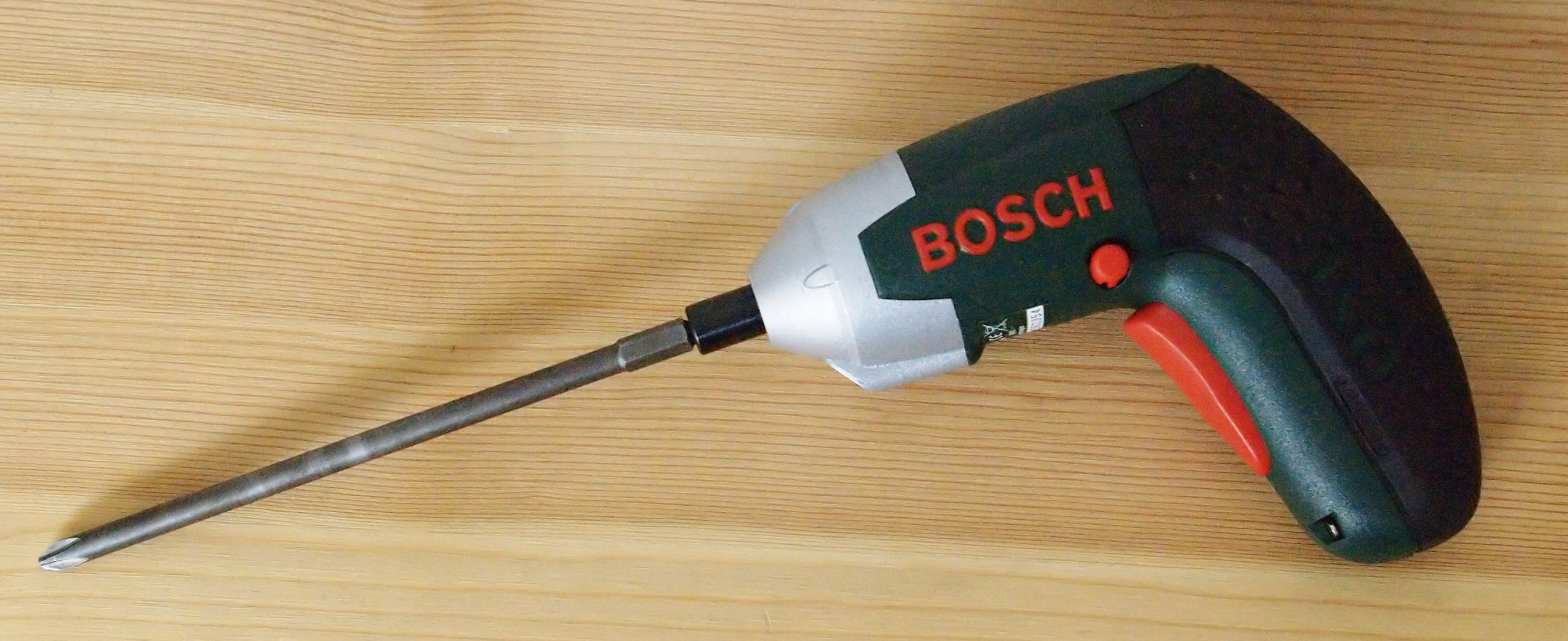
Tornavís elèctric compacte amb punta estesa
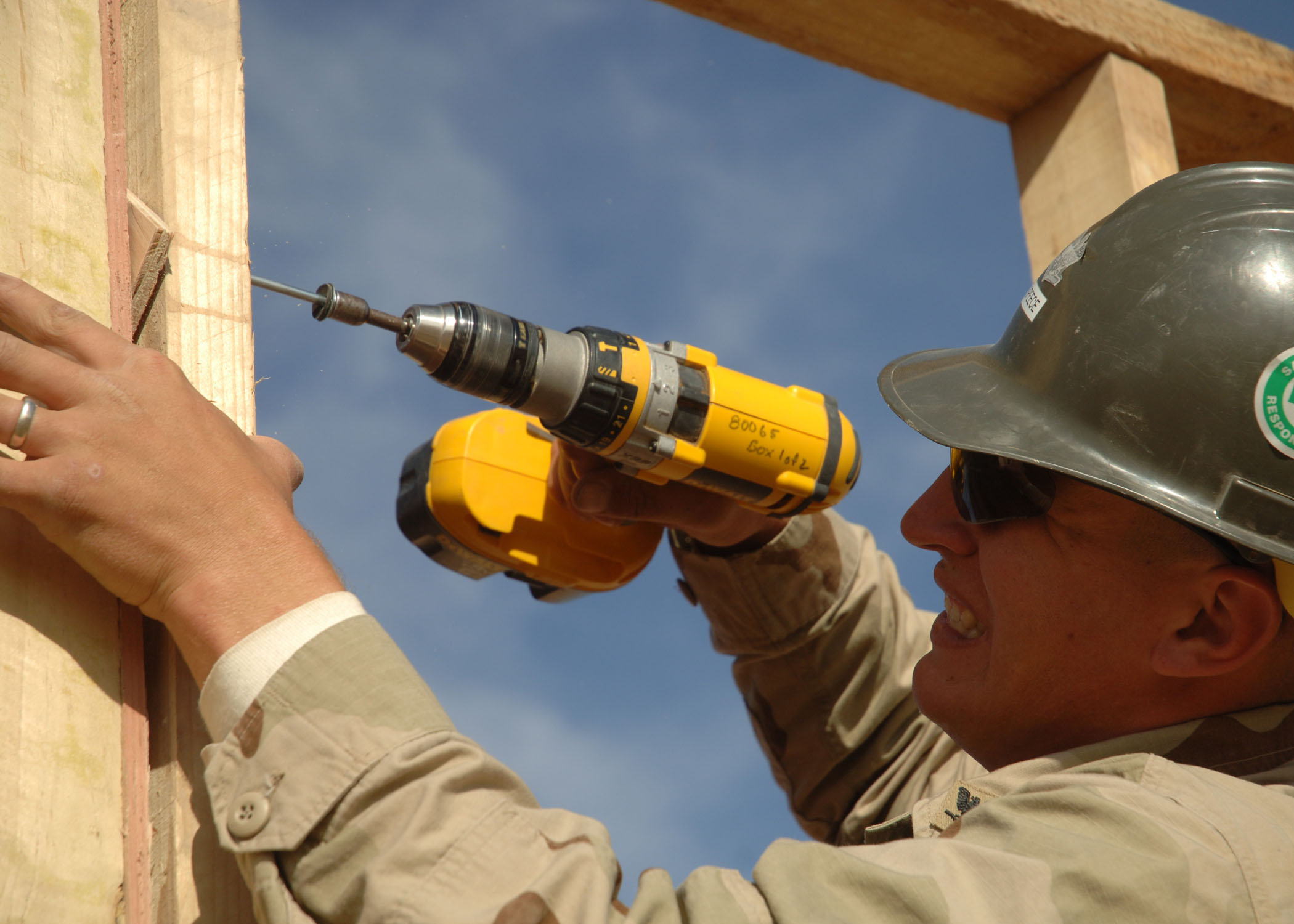
Trepant sense fil utilitzat per cargolar sostenidors.

### Tornavís de carraca

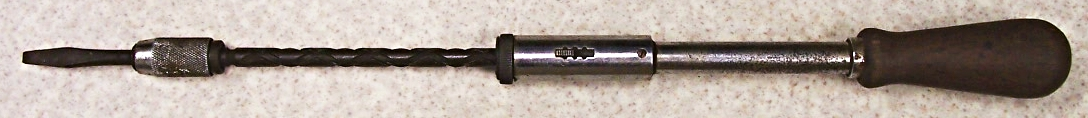
Stanley Yankee No 130A, tornavís espiral o de trinquet

Alguns tornavisos manuals tenen una acció de trinquet mitjançant la qual el full del tornavís es bloqueja al mànec per girar en el sentit de les agulles del rellotge, però es desacobla per girar en el sentit contrari a les agulles del rellotge quan s'ajusta per prémer cargols, i viceversa per afluixar.
Els tornavisos de trinquet en espiral, sovint anomenats col·loquialment "tornavís Yankee" (una marca), proporcionen un mecanisme especial que transforma el moviment lineal en moviment de rotació. Originalment, el nom "Yankee" s'usava en totes les eines venudes per North Brothers Manufacturing Company, però més tard, després que Stanley comprés l'empresa , es va convertir en sinònim només amb aquest tipus de tornavís. L'usuari empeny el mànec cap a la peça de treball, la qual cosa fa que un trinquet (dispositiu) en una ranura [espiral] faci girar la tija i la broca extraïble. El trinquet es pot configurar perquè giri cap a l'esquerra o cap a la dreta amb cada pressió, o es pot bloquejar perquè l'eina es pugui fer servir com un tornavís convencional. Un desavantatge d'aquest disseny és que si la broca surt del cargol, l'extensió sobtada resultant del ressort pot fer que la broca ratlli o faci malbé la peça de treball.
Un cop molt populars, les versions d'aquests tornavisos de trinquet en espiral que utilitzen broques patentades han estat discontinuades en gran manera per fabricants com Stanley. Algunes empreses ara ofereixen una versió modernitzada que utilitza broques per a eines elèctriques de tija hexagonal estàndard de 1⁄4 de polzada. Atès que hi ha una àmplia varietat de broques disponibles en aquest format, l'eina pot complir una doble funció com a "trepant d'empenta" o trepant persa.

## Galeria d'imatges

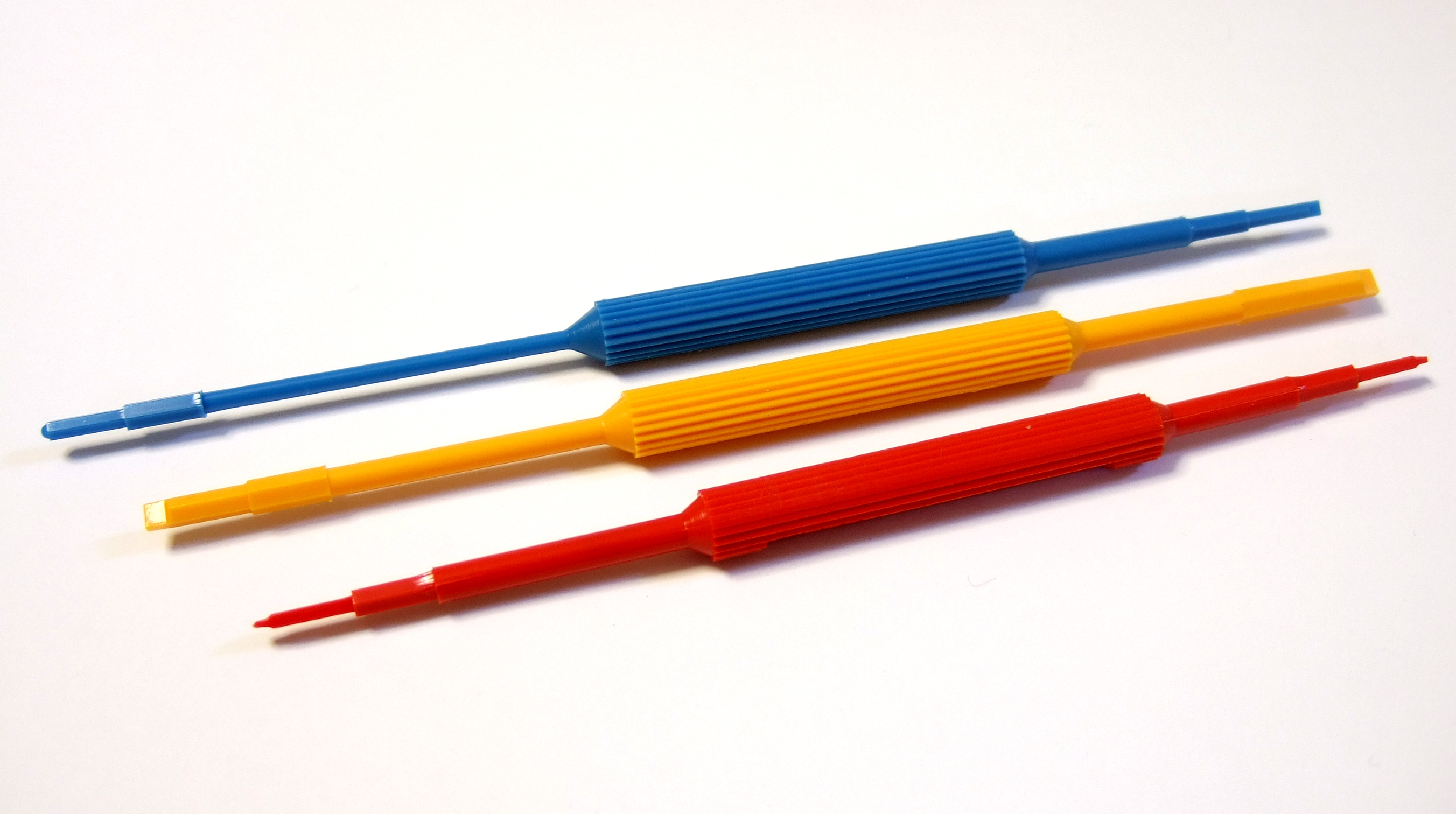
Tornavís d'ajust: fets amb plàstic, per a ajustar nuclis de bobines sense variar la inductància
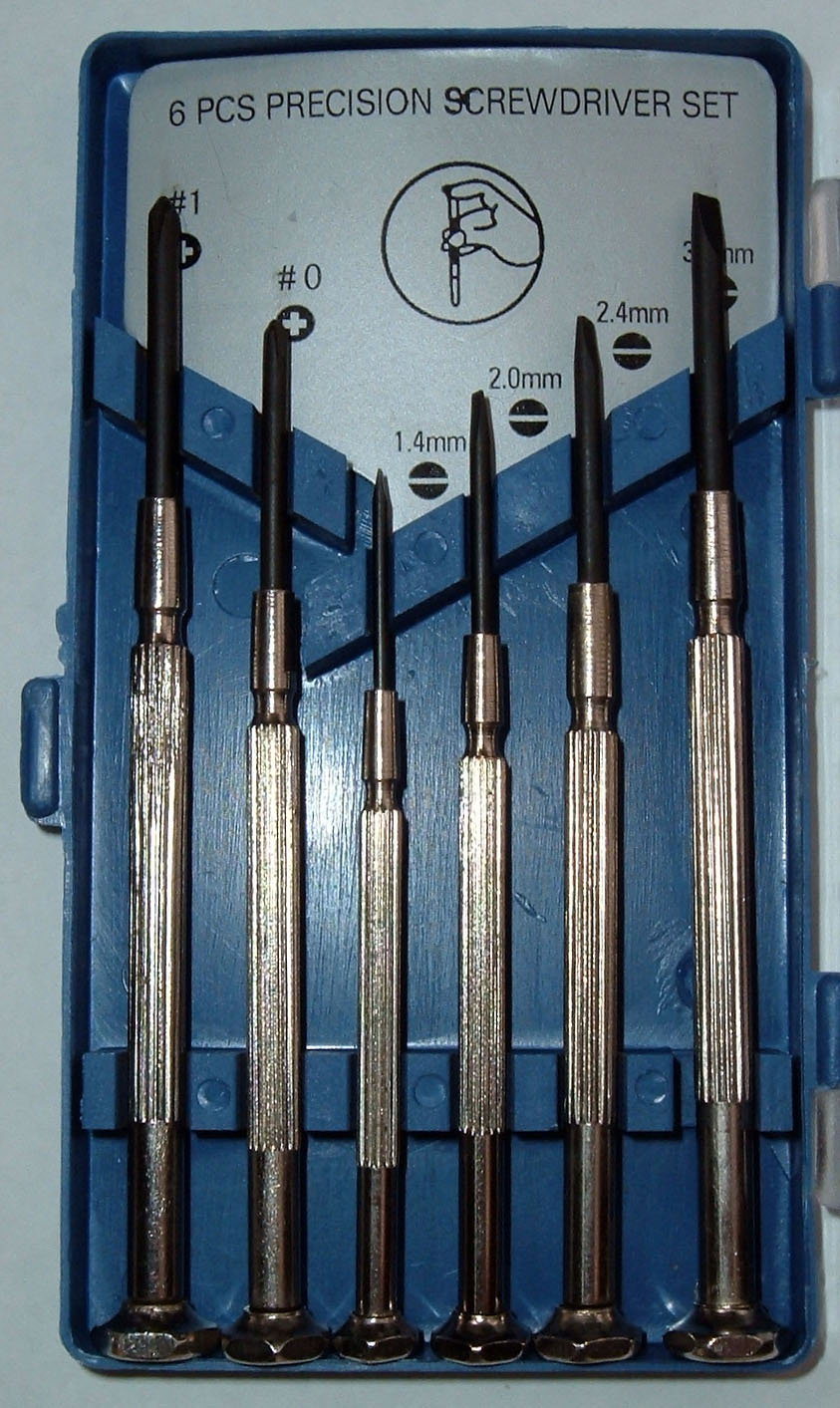
Tornavís de rellotger: de dimensions petites, per a caragols diminuts
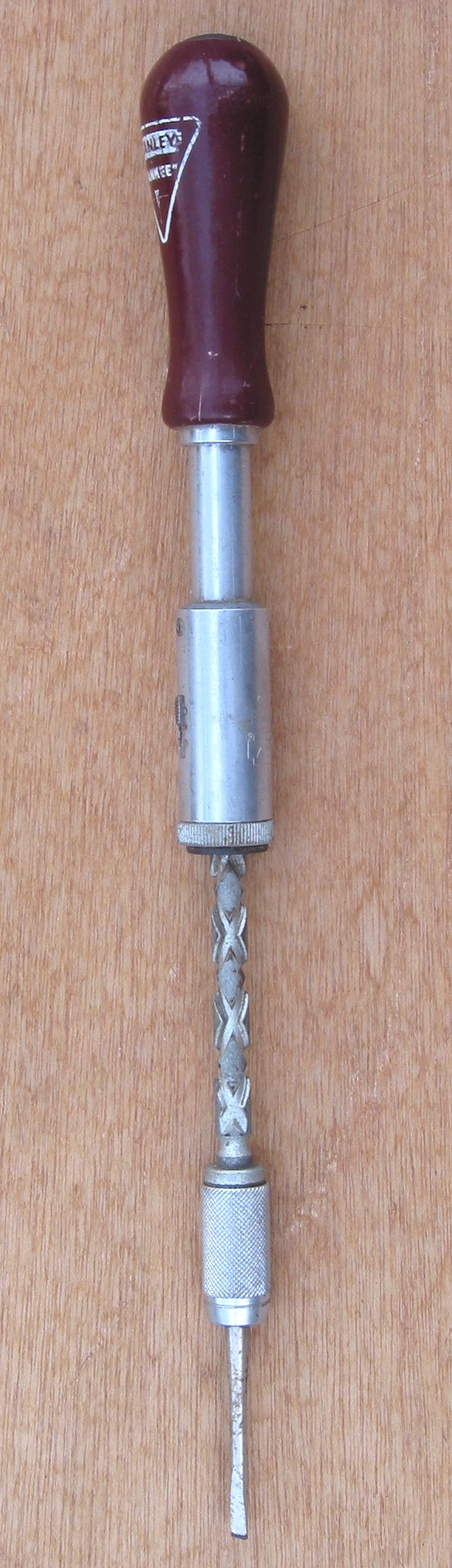
Tornavís automàtic: un sistema de caragol permet de girar-lo empenyent-lo
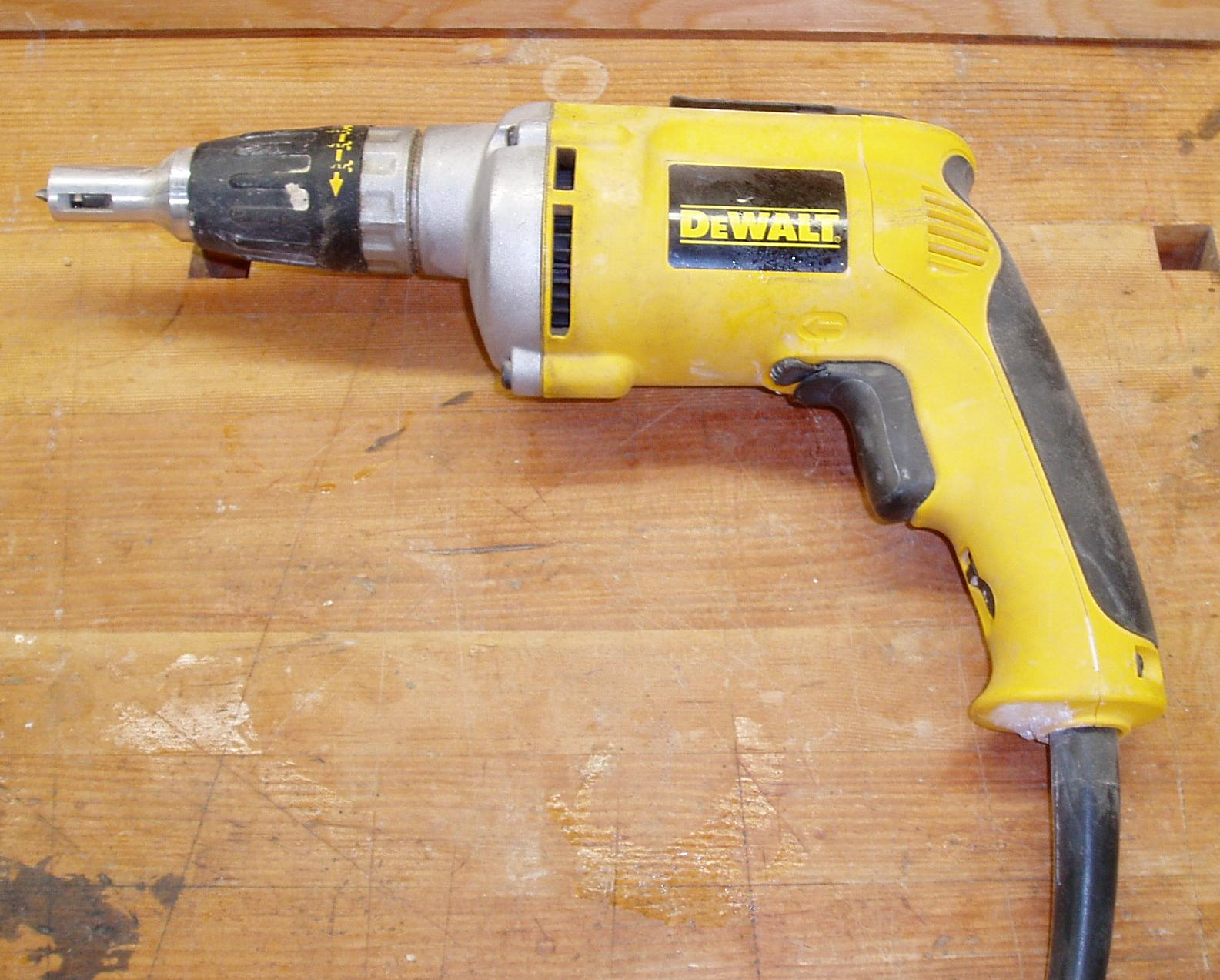
Tornavís elèctric: porta un motor que fa el tomb amb un parell més gran que el que podria fer la mà
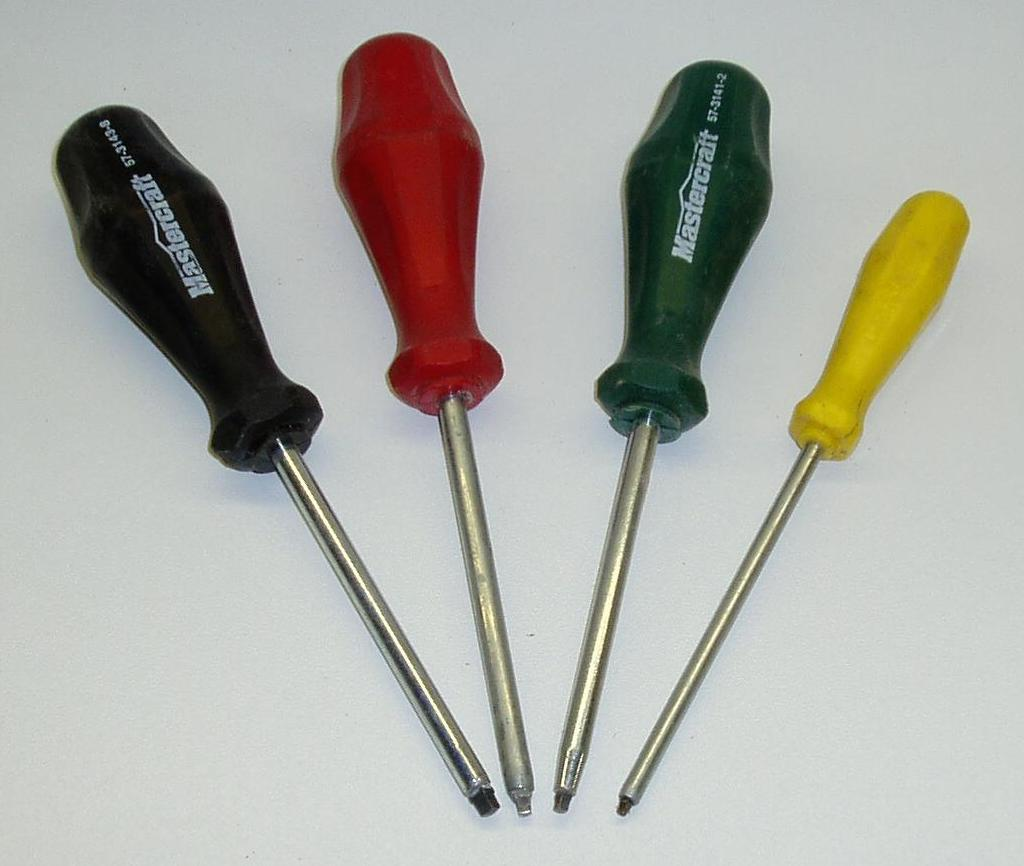
Tornavís Robertson: per a treballar amb caragols amb el cap quadrat
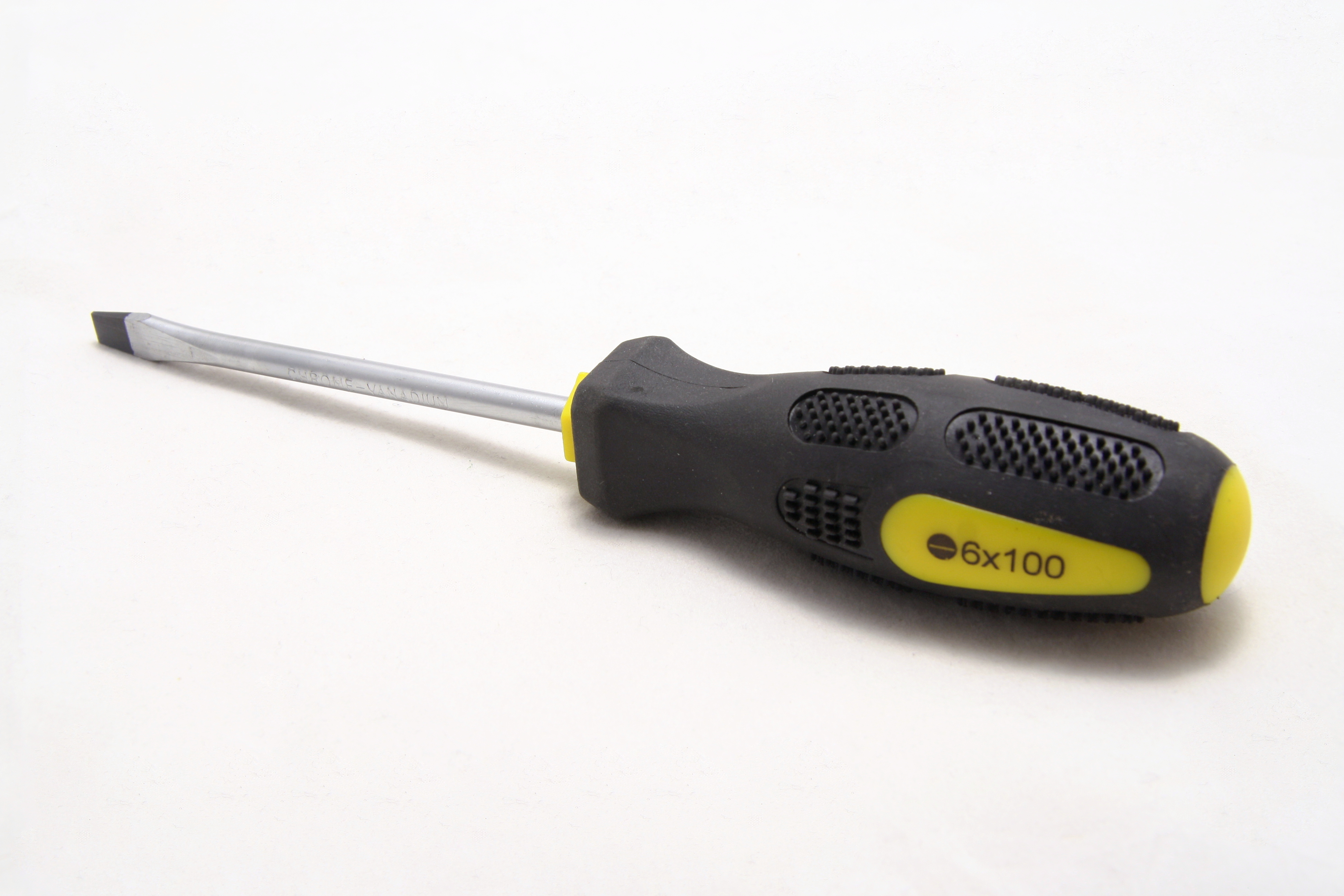
Tornavís amb mànec de goma.
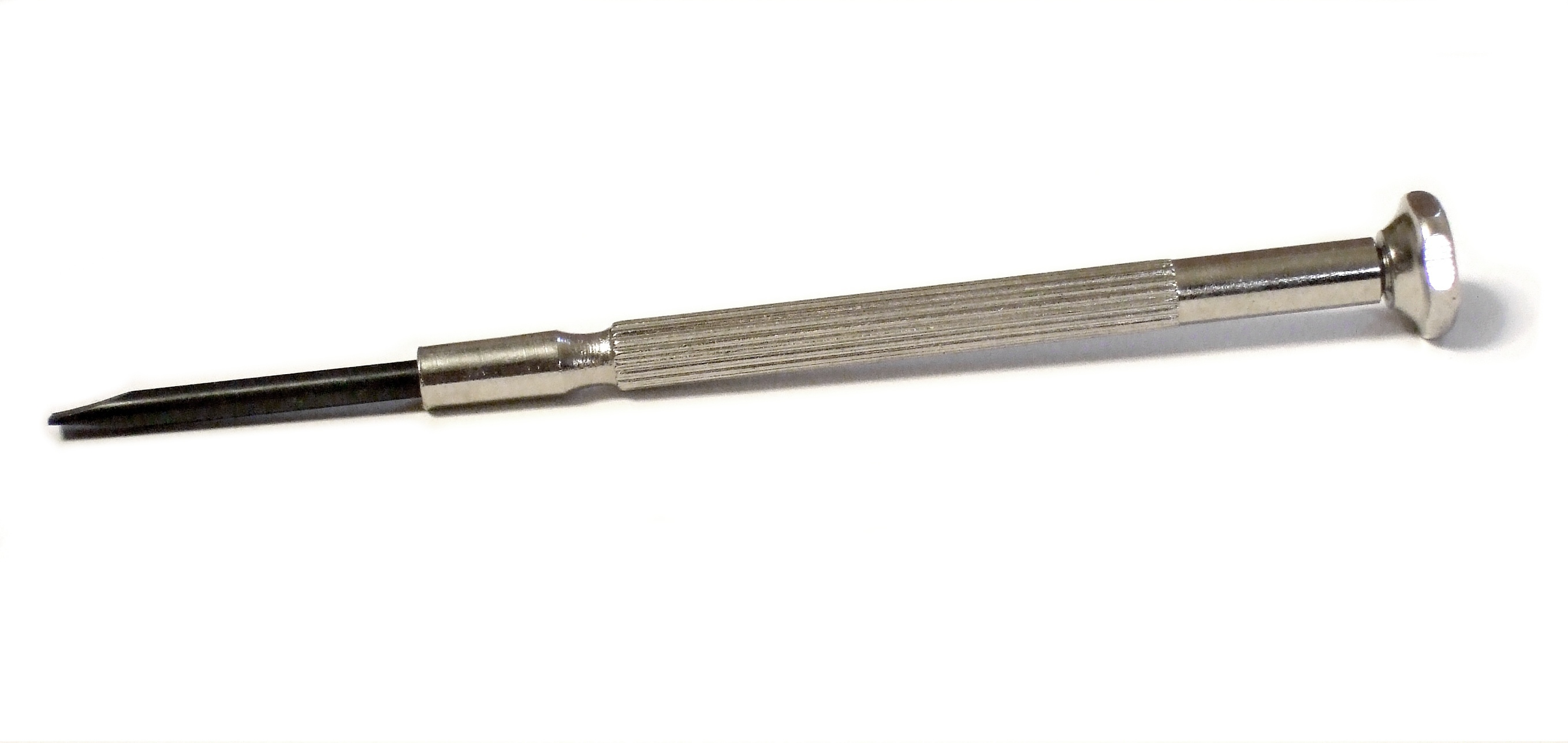
Un tornavís de joier
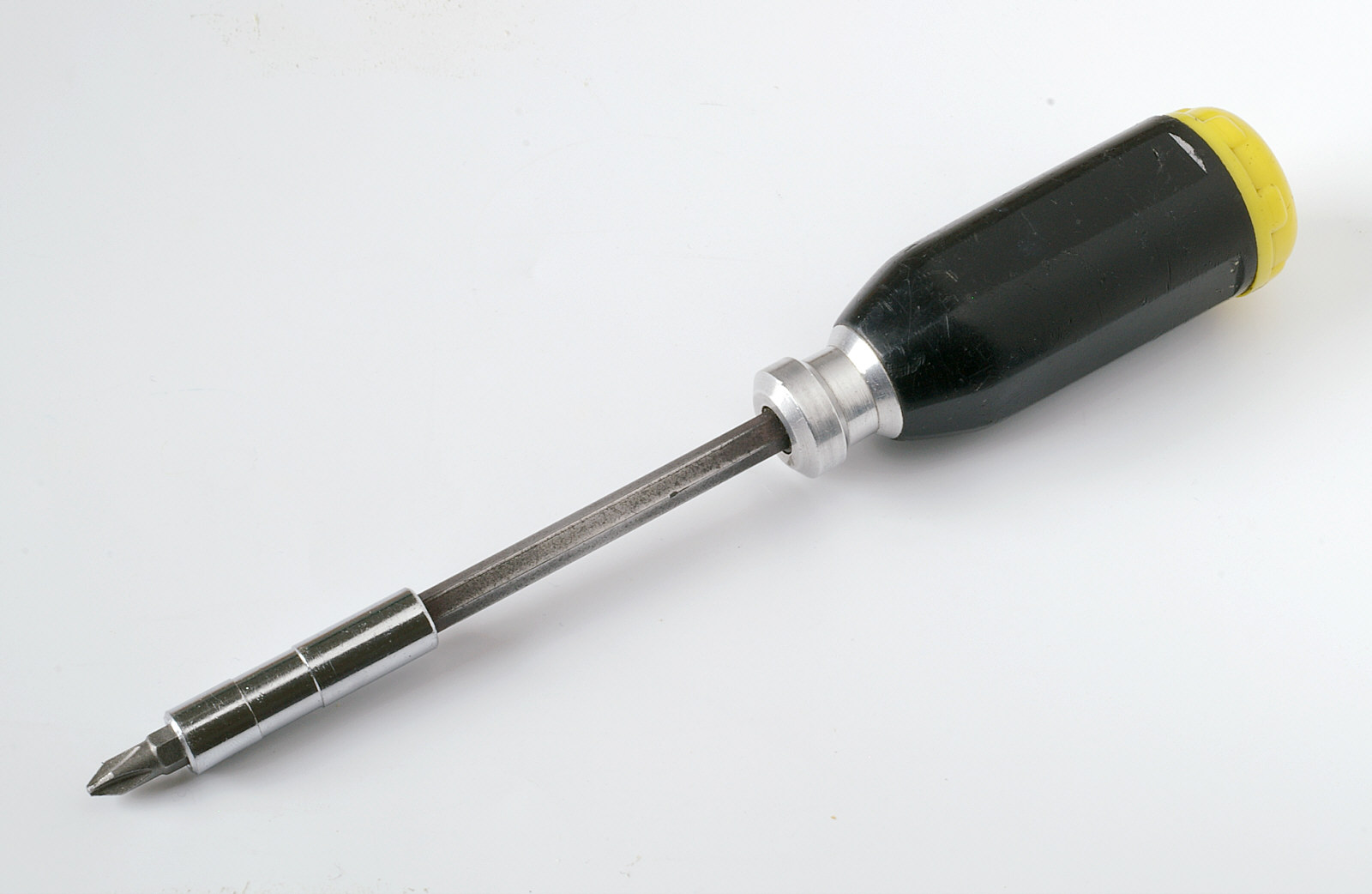
Tornavís amb punta magnètica
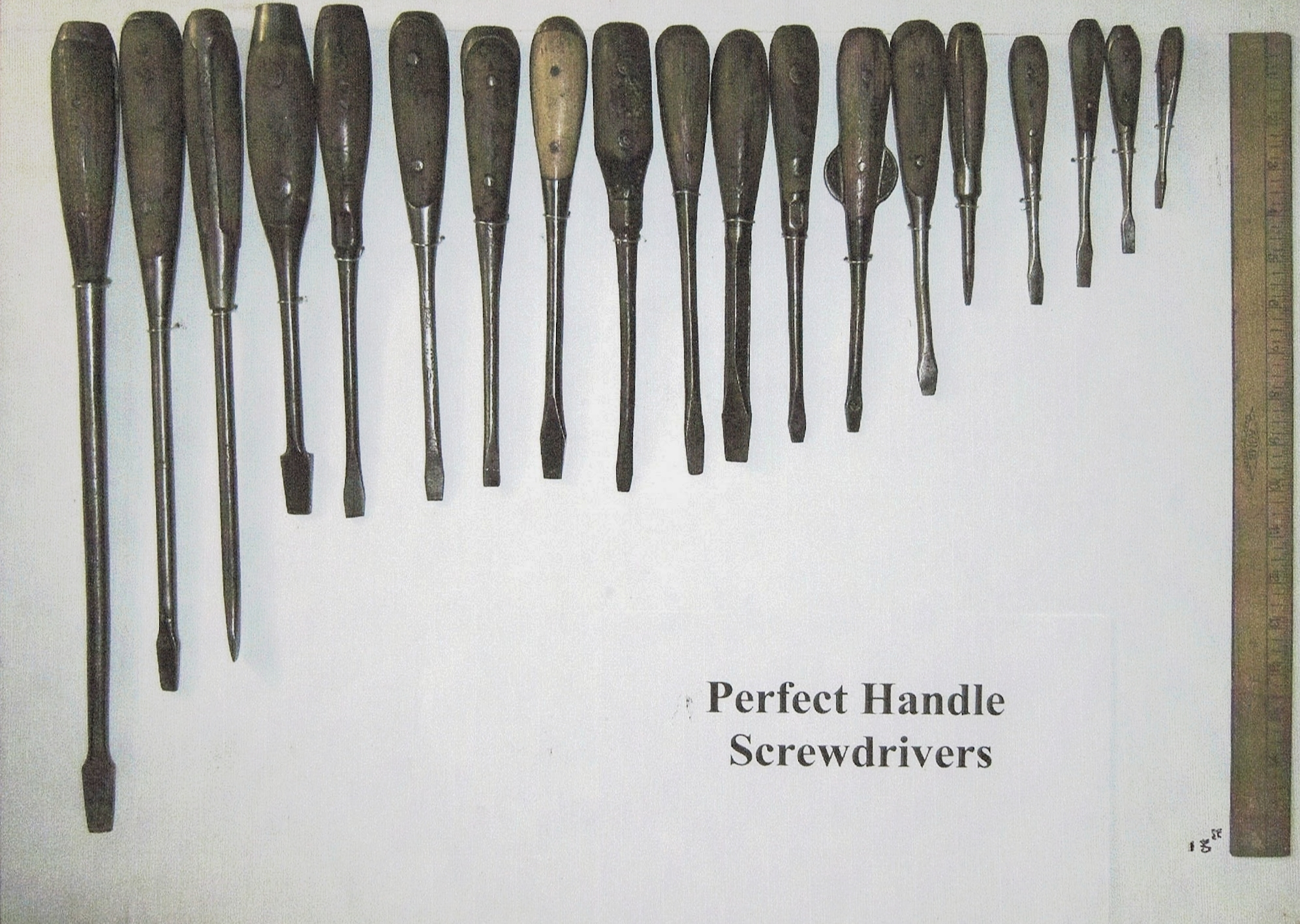
Tornavís amb els anomenats "Mànecs perfectes".